# Église Saint-Antoine de Lialores
L’église Saint-Antoine de Lialores est une église romane située dans le hameau de Lialores, près de Condom (Gers), édifiée sur le tombeau d’Antoine, ermite et martyr d’Agen, dit Antoine de Lialores.

## Localisation
Lialores est une ancienne commune, rattachée à Condom en 1839. Aujourd'hui, un lieu-dit subsiste toujours. Elle se trouve à quelques kilomètres au nord de Condom. Elle est aussi proche de Francescas (Lot-et-Garonne).

## Antoine de Lialores
Il n’y a pas de documents historiques permettant d’établir avec certitude l’existence de ce saint. Selon la tradition, il serait né à Agen vers 470. D’abord soldat, il quitte l’état militaire, trop exposé à l’influence de l’arianisme, et se fait ermite en Lomagne. Ramené à Agen par sa famille, il prêche et accomplit de nombreux miracles, puis retourne à sa solitude. Il est pris par les Ariens, qui le décapitent à Agen. Selon la légende, la tête coupée aurait bondi jusqu’à Lialores, indiquant l’emplacement de son tombeau. Quoi qu’il en soit, c’est à Lialores que les restes d’Antoine sont déposés et vénérés. On le fête le 3 septembre. Les bénédictins de Condom y fondent un couvent, dont l’église actuelle faisait partie.

## Histoire
On sait peu de choses sur les débuts de cette église, probablement édifiée au XIIe siècle avec un couvent de bénédictins. Au XIVe siècle, on ajoute un clocher sur le mur occidental et un avant-corps massif avec un portail gothique. On ne sait donc rien du portail roman d’origine, s’il a existé. L’église est dévastée au cours des guerres de Religion : en 1569, Montgommery y provoque un incendie qui détruit la plus grande partie des voûtes. L’église est restaurée en 1617 et 1783. En 1883, l’architecte Dubarry de la Salle, d’Agen, procède à la restauration qui lui donne sa forme actuelle, correspondant à peu près à son aspect primitif.
L’église a été classée monument historique en 1986.

## Architecture
L’église, construite en moyen appareil régulier, est un vaste édifice à trois nefs, dépourvu de transept, avec une abside profonde semi-circulaire flanquée de deux absidioles, selon le principe de la basilique antique qu’on retrouve à Nogaro ou à Montaut-les-Créneaux.

### Nef
La nef et les collatéraux sont divisés est en quatre travées par des piliers carrés, mais les deux travées centrales de la nef principale sont confondues, ce qui peut évoquer le carré d’un transept. La nef est couverte d'une voûte en berceau brisé portée par des doubleaux, reconstituée en 1883 d'après les éléments subsistants. Auparavant et depuis la destruction de 1569, l'église était couverte en charpente et lambris. La construction est faite en briques tubulaires, recouvertes d'un enduit simulant les joints d'un appareil en pierre. Les doubleaux retombent sur des colonnes accolées par un dosseret aux piliers carrés. Les collatéraux s'ouvrent sur la nef centrale par des arcs en plein cintre à double voussure de section rectangulaire. Seule la travée du collatéral sud proche de l'absidiole sud avait conservé sa voûte d'arêtes d'origine. On a refait celles des autres travées sur ce modèle.
La plupart des chapiteaux ont été restaurés, seuls les quatre de la première travée sont d'origine. Un seul chapiteau, dans la travée précédant le chœur est historié : il représente d'une part, le Péché originel, et d'autre part le Sacrifice d'Abraham.
Selon une hypothèse logique, mais non vérifiée, les deux piliers centraux de la nef auraient disparu, et l'arcade centrale entre la nef et les collatéraux s’élevant plus haut que ses voisines, aurait obligé le restaurateur à voûter les travées centrales des collatéraux en demi-berceau. Mais l’hypothèse d’une telle construction dès l’origine n’est pas exclue.

### Chœur
Le chœur s'ouvre par un arc triomphal en tiers-point à double voussure. Suivent deux travées voûtées en berceau, puis l'abside semi-circulaire en cul-de-four. Une arcature extradossée faisait le tour du chœur, il n'en reste que cinq arcades.

### Mobilier
Quelques objets sont référencés dans la base Palissy (voir les notices liées).